# Yamaka
Yamaka (pāli: ञमक yamaka; pol.: pary) – jest częścią Kanonu palijskiego buddyzmu therawady. Jest zawarty w Abhidhamma Pitace (pāli: abhidhammapiṭaka), która - zgodnie z samymi tekstami - została przekazana przez samego Buddę. Badacze nie traktują tych zapisów dosłownie, ale wielu sugeruje że główne idee Abhidhammy mogą pochodzić bezpośrednio od niego.

## Tłumaczenie angielskie Yamaki
Tłumaczenie zostało opublikowane w Malezji, ale jest prawdopodobnie nieosiągalne. Zarys tekstu zawierający wiele szczegółów można znaleźć w "Guide through the Abhidhammapitaka Nyanatiloki".

## Treść Yamaki
Księga Yamaka zawiera dziesięć rozdziałów, każdy zajmujący się inną częścią buddyjskiej doktryny: korzeniami, skupiskami, itd. Struktura opiera się na formie pytań i odpowiedzi: "Czy X jest Y? Ale czy Y jest X?" Te pary wzajemnie odwrotnych pytań nadały nazwę tej księdze, która w pāli znaczy "pary". Poza powyższymi, główne typy pytań to:
"Czy dla osoby (i/lub w danym miejscu), dla której powstaje/powstanie/zaniknie X, Y będzie ... ?" 
"Czy osoba, która rozumie X, rozumie też Y?" 
Treść kolejnych części tekstu, to logiczna analiza poszczególnych koncepcji, które były już przedstawiane we wcześniejszych tekstach Abidhammy. Celem jest wyjaśnianie niejasnych kwestii i definiowanie precyzyjnego używania terminów technicznych.
Rozdziały Yamaki
1. Korzenie
2. Skupiska
3. Podstawy zmysłowe
4. Elementy
5. Prawdy
6. Formacje
7. Ukryte skłonności
8. Świadomość
9. Fenomeny
10. Zdolności